# Trinity (Alabama)
Trinity – miasto w Stanach Zjednoczonych, w stanie Alabama, w hrabstwie Morgan. W roku 2023 miasto zamieszkiwało 2567 osób, a gęstość zaludnienia wynosiła 273,1 osoby/km².